# Piotr IV (koptyjski patriarcha Aleksandrii)
Piotr IV (ur. ?, zm. ?) – w latach 567-569 34. patriarcha (papież) Koptyjskiego Kościoła Ortodoksyjnego. 